# Camponotus simulator
Camponotus simulator é uma espécie de inseto do gênero Camponotus, pertencente à família Formicidae.